# Ususău
Ususău (lire Oussousseuou, évoquant une hauteur de terrain, en hongrois : Marosasző, en allemand Miereschaußau) est une commune du Banat roumain, dans le județ d'Arad, en Roumanie occidentale.

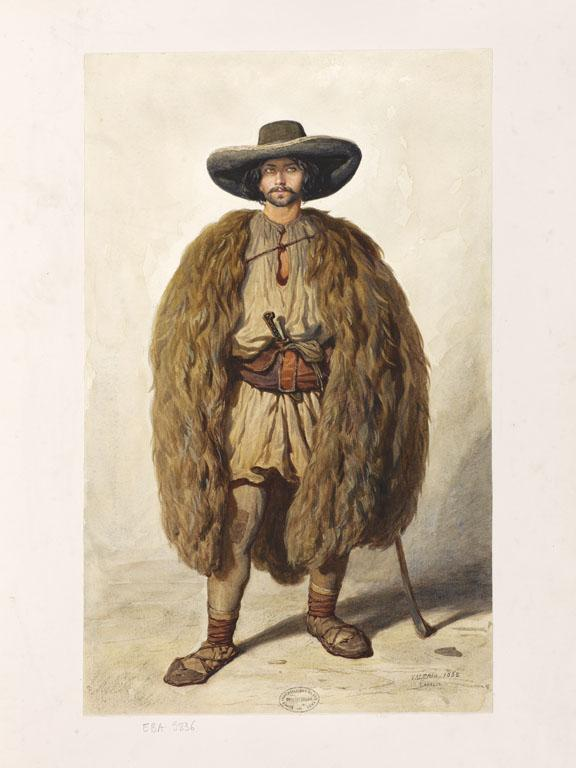
Un berger roumain de Zăbalț dessiné par Théodore Valerio en 1852.

La commune compte 5 villages : Bruznic, Dorgoș, Pătârș, Ususău et Zăbalț.

## Population
D'après le recensement de 2011, la commune compte 1 392 habitants dont 96% sont roumains, en augmentation par rapport au recensement de 2002 où elle en comptait 1 388.
Les Oussousséens (roumain Ususăoani) vivent surtout d'agriculture et de pastoralisme.

## Culture et patrimoine
Le village d'Ususău a vu naître le peintre Vasile Varga (1921-2005) qui y a passé sa jeunesse,.
Au village de Zăbalț se trouve une réserve paléontologique riche en fossiles de la biodiversité marine de l'étage Messinien, une époque, il y a environ six millions d'années, durant laquelle les actuelles Hongrie et Roumanie étaient les parties occidentales de la mer Téthysienne, dont les actuelles mers Noire et Caspienne sont des vestiges.